# Calgary Cannons
I Calgary Cannons erano una squadra militante nella Minor League Baseball situata a Calgary, Alberta, in Canada. La squadra ha partecipato a dal 1985 al 2002 a questo campionato giocando le partite casalinghe al Foothills Stadium.
La squadra era precedentemente conosciuta con il nome di Salt Lake City Gulls prima di spostarsi a Calgary. In seguito alla stagione del 2002 la squadra si spostò a Albuquerque, in Nuovo Messico, dove ora sono conosciuti come Isotopes.